# Маруняк Володимир
Маруняк Володимир (02.11(20. 10).1913 — 28.06.1997) — історик і публіцист. Народився в с. Рожубовичі Перемишльського повіту (нині село в Польщі). У дитячому віці разом з матір’ю переїхав до Чехословаччини, де поселилися на околиці Праги (нині столиця Чехії) — Черношицях. Початкову освіту здобув в інтернаті Української реальної гімназії в м. Прага та Ржевніце (обидва нині в Чехії). Навчався в Карловому університеті та Українському вільному університеті в Празі. Спортсмен-аматор в українській студентській футбольній команді в Чехословаччині. У 1930-ті рр. — секретар Української громади та Культурної референтури Проводу українських націоналістів у Празі. Член редколегії «Інформаційного бюлетеня», який видавала Українська громада в Чехословаччині. Тісно співпрацював з Олегом Ольжичем (Кандибою). Закінчив Вільну школу політичних наук у Празі (1936). Член Головної управи Українського національного об’єднання в Німеччині (1940—45). Після 1945 працював в Інформаційному відділі Центрального представництва української еміграції у Франкфурті-на-Майні (Німеччина). Пізніше — співробітник в Європейському представництві Фонду допомоги українців Канади у містах Білефельд та Гамбург (обидва в Німеччині). Бібліотекар та головний секретар УВУ. Докторат УВУ (1972), історія. Головний редактор «Українського вісника» (Берлін, 1941—45) та «Українського слова» (Париж, 1964—69). Член Українського історичного товариства в Мюнхені (ФРН). Співпрацював з часописом «Український історик», зокрема, деякий час був його мовним редактором. Автор низки праць з історії української еміграції в Чехословаччині 1930-ті рр., Австрії та Німеччині «таборової доби» (1945—51) та 1950—70-х рр., а також численних публіцистичних статей. Особистий фонд Маруняка зберігається в архіві УВУ в Мюнхені.